# Miguel Quesada
Miguel Quesada Velasco (* 18. September 1979 in Sabadell) ist ein ehemaliger spanischer Mittelstreckenläufer, der sich auf die 800-Meter-Strecke spezialisiert hat. Seinen größten Erfolg feierte er mit dem Gewinn der Silbermedaille bei den Halleneuropameisterschaften 2007 in Birmingham.

## Sportliche Laufbahn
Erste Erfahrungen bei internationalen Meisterschaften sammelte Miguel Quesada im Jahr 2001, als er bei den U23-Europameisterschaften in Amsterdam mit 1:49,37 min in der ersten Runde über 800 Meter ausschied. Im Jahr darauf kam er bei den Halleneuropameisterschaften in Wien mit 1:49,57 min nicht über den Vorlauf hinaus und im Mai belegte er bei den Ibero-Amerikanischen Meisterschaften in Guatemala-Stadt in 1:47,10 min den vierten Platz. Anschließend schied er bei den Europameisterschaften in München mit 1:49,83 min im Halbfinale aus. 2004 nahm er an den Olympischen Sommerspielen in Athen teil und schied dort mit 1:46,32 min in der ersten Runde aus. 2006 belegte er bei den Europameisterschaften in Göteborg in 1:46,91 min den fünften Platz und im Jahr darauf gewann er bei den Halleneuropameisterschaften in Birmingham in 1:47,96 min die Silbermedaille hinter dem Niederländer Arnoud Okken. 2008 schied er bei den Olympischen Spielen in Peking mit 1:48,06 min erneut in der ersten Runde aus und im Jahr darauf schied er bei den Halleneuropameisterschaften in Turin mit 1:52,12 min im Halbfinale aus. 2014 beendete er dann seine aktive sportliche Karriere im Alter von 35 Jahren.

## Persönliche Bestzeiten
- 800 Meter: 1:45,58 min, 19. Juli 2008 in Barcelona
  - 800 Meter (Halle): 1:47,59 min, 10. Februar 2007 in Valencia
- 1500 Meter: 3:40,62 min, 20. August 2002 in Donostia / San Sebastián
  - 1500 Meter (Halle): 3:42,11 min, 20. Februar 2007 in Stockholm